# 고토 교스케
고토 교스케(일본어: 後藤 京介, 1992년 7월 29일~)는 일본의 축구 선수이다.

## 구단 경력
2015년부터 2016년까지 FK 모그렌와 FK Iskra Danilovgrad에서 뛰었다. 2017년 J3리그의 YSCC 요코하마로 이적했다. 2018년까지 56경기에 출전하여, 7득점을 넣었다. 2019년 J2리그의 방포레 고후로 이적했다. 2019년 7월부터 2020년까지 J3리그의 더스파구사쓰 군마와 이와테 그루자 모리오카에서 뛰었다.